# 2002 en sociologie
| Années de la sociologie : 1999 - 2000 - 2001 - 2002 - 2003 - 2004 - 2005    |
| Décennies de la sociologie : 1970 - 1980 - 1990 - 2000 - 2010 - 2020 - 2030 |

Cet article présente les événements de l'année 2002 dans le domaine de la sociologie.

## Publications

### Livres
- Raymond Aron, Le Marxisme de Marx
- Pierre Bourdieu, Le Bal des célibataires
- Gargi Bhattacharyya, Sexuality and Society
- Grace Davie, Europe: The Exceptional Case
- Clive Emsley, The History of Crime and Crime Control Institutions
- Ian Hacking, Historical Ontology
- Stevi Jackson and Sue Scott, Gender: A Sociological Reader
- Mike Maguire, Crime Statisitics: The Data Explosion and its Implications
- Laurent Mucchielli (dir.) et Philippe Robert (dir.), Crime et sécurité : l'état des savoirs, Paris, La Découverte, coll. « Textes à l'appui », 2002, 438 p. (ISBN 2-7071-3620-4, BNF 38811277)
- David Nelken, White Collar Crime

## Congrès
- XVe congrès de l'Association internationale de sociologie à Brisbane en Australie.

## Décès
- 23 janvier : Pierre Bourdieu (né le 1er août 1930), sociologue français.
- 25 juillet : Ottiero Ottieri (né le 29 mars 1924), écrivain et sociologue italien.
- 9 août : Peter Neville
- 2 octobre : Heinz von Foerster (né le 13 novembre 1911), un des scientifiques fondateurs de la cybernétique.

## Autres
- Barbara F. Reskin devient présidente de l'Association américaine de sociologie.